# نتالی برون (بازیگر)
نتالی برون (انگلیسی: Natalie Brown (actress)؛ زادهٔ ۱۷ مهٔ ۱۹۷۳) یک هنرپیشه اهل کانادا است. وی از سال ۱۹۹۷ میلادی تاکنون مشغول فعالیت بوده‌است. 
از فیلم‌ ها و مجموعه تلویزیونی که درآن‌ها نقش آفرینی کرده است می‌توان به طلوع مرگ، اره ۵، مرز جنون، انسان بودن، اجبار و فشار اشاره کرد.